# Дивотино
Диво́тино (болг. Дивотино) — село в Перницькій області Болгарії. Входить до складу общини Перник.

## Населення
За даними перепису населення 2011 року у селі проживали 1911 осіб.
Національний склад населення села:
| Національність   | Кількість осіб | Відсоток |
| ---------------- | -------------- | -------- |
| болгари          | 1852           | 99,7 %   |
| цигани           | 0              | 0 %      |
| не визначились   | 3              | 0,2 %    |
| Всього відповіли | 1858           |          |

Розподіл населення за віком у 2011 році:
Динаміка населення:

## Уродженці
- Чічо Стоян (1866—1939) — болгарський дитячий поет і театральний діяч, один із великих поетів у болгарській дитячій літературі початку ХХ століття.